# Fairchild AT-21 Gunner
Le Fairchild AT-21 Gunner était un avion d'entraînement spécialisé américain de la Seconde Guerre mondiale, destiné à former les équipages à l'utilisation des tourelles-mitrailleuses motorisées ou les mitrailleuses sur affût mobile, ainsi qu'à apprendre à intégrer un équipage complet à bord d'un bombardier.
Conçu par la société Fairchild Aircraft, Il eut une carrière brève d'avion d'entraînement, avant que ce rôle soit repris par de vrais bombardiers modifiés à cet effet.

## Conception et développement
L'US Army Air Forces (USAAF) établit une spécification pour un bombardier d'entraînement spécialisé, commandant deux prototypes à la société Fairchild Aircraft. Le XAT-13, propulsé par deux moteurs en étoile Pratt & Whitney R-1340-AN-1 de 450 ch (336 kW), apparut comme un bombardier « à petite échelle » avec une unique mitrailleuse dans le nez vitré et une tourelle dorsale dotée de deux mitrailleuses. Il était également doté d'un train d'atterrissage tricycle. L'idée de base était de disposer d'un unique avion permettant de dupliquer les divers postes présents à bord d'un vrai bombardier, le pilotage, la navigation, la visée et le largage des bombes et l'utilisation de l'armement défensif (les mitrailleuses).
Le second prototype, désigné XAT-14 était d'un agencement similaire mais était propulsé par deux moteurs V-12 à cylindres inversés Ranger V-770 de 520 ch (388 kW). Une modification ultérieure pour adapter l'avion à l'entraînement au bombardement consista à retirer la mitrailleuse de nez et la tourelle dorsale, et fut désignée XAT-14A. Les deux prototypes étaient de construction assez inhabituelle, étant construits à l'aide de contreplaqué contenant des couches de bouleau et de plastique, appelé « Duramold ». À la fin de la période des essais, l'US Army Air Corps (USAAC) commanda la production en série des versions dotées de moteurs en ligne, sous la désignation de « AT-21 Gunner », spécialisées dans l'entraînement au mitraillage. L'AT-21 emportait un équipage de cinq personnes : pilote, copilote/instructeur canonnier, et trois élèves.
La société Fairchild construisit un exemplaire à Hagerstown et 106 exemplaires à son usine de Burlington, en Caroline du Nord, en 1943 et 1944, tandis que la Bellanca Aircraft Company construisit 39 appareils à son usine de New Castle, dans le Delaware, et la McDonnell Aircraft Corporation construisit 30 appareils à son usine de Saint-Louis, dans le Missouri. Ces deux compagnies furent enrôlées pour accélérer la production et la livraison des appareils aux unités d'entraînement.

## Carrière opérationnelle

### AT-21Gunner
L'AT-21 se révéla être inadapté à une utilisation comme avion d'entraînement, en raison de ses tendances à vibrer et osciller, ainsi qu'à une instabilité inhérente causée par la courte distance qui séparait les palonniers et les dérives, résultant en un lacet inacceptable, même lorsque de légers mouvements de palonniers étaient effectués.
Déclaré inapte à son rôle initial, l'AT-21 fut évalué en tant qu'avion d'entraînement avancé au pilotage. Les résultats ne furent pas meilleurs pour autant, à cause de performances mauvaises sur un seul moteur et de multiples problèmes de train d'atterrissage. L'avion fut retiré du service en 1944 et fut remplacé par des versions d'entraînement de véritables bombardiers, dans lesquelles les mitrailleurs pouvaient enfin s'entraîner à leur tâche. La plupart des AT-21 furent ensuite relégués à des tâches de remorquage de cibles.
Un petit nombre d'AT-21 survécurent et furent utilisés comme avions civils, et l'un de ces avions existe toujours. Cet avion, le no 42-48053, est situé dans le nord du Texas et est la propriété de Craig Cantwell. Il est actuellement toujours en attente de restauration.

### Drone d'attaque BQ-3
En octobre 1942, l'USAAF commanda la production de deux « torpilles aériennes » XBQ-3, des drones d'attaque basés sur le concept de l'AT-21. L'avion était capable d'embarquer une charge explosive d'un peu plus de 1 800 kg (4 000 livres) et pouvait également être piloté pour effectuer des essais en vol. Le XBQ-3 vola pour la première fois en juillet 1944, mais le projet fut annulé plus tard dans l'année.

## Versions
- XAT-13 : Avion bimoteur d'entraînement des équipages, propulsé par deux moteurs Pratt & Whitney R-1340-AN-1 de 450 ch. Un seul exemplaire produit[1], portant le numéro de série 41-19500[5] ;
- XAT-14 : Version AT-13 dotée de deux moteurs Ranger V-770-6 de 520 ch. Un seul exemplaire produit, plus tard converti en XAT-14A[1], portant le numéro de série 41-19503[5] ;
- XAT-14A : Version XAT-14 modifiée en bombardier d'entraînement, avec les mitrailleuses et tourelle retirées[5] ;
- AT-21 : Version de série du XAT-14A avec deux moteurs Ranger V-770-11 ou V-770-15 de 520 ch. Produit à 164 exemplaires[1] ;
- XBQ-3 : AT-21 transformé en bombe guidée, contenant 1 800 kg de charge explosive dans le fuselage[1].